# Hotel Europäischer Hof (Heidelberg)
Koordinaten: 49° 24′ 29,8″ N, 8° 41′ 43,8″ O
Der Europäische Hof Heidelberg ist ein familiengeführtes Grand Hotel in Heidelberg. Das 1865 erbaute Gebäude hat 118 Zimmer und Suiten und liegt in der denkmalgeschützten Heidelberger Altstadt.

## Geschichte
Im Jahr 1865 eröffnete Joseph Schrieder das Hotel unter dem Namen Hotel de l’Europe. Er hatte es in der Heidelberger Innenstadt auf dem Gelände des 1845 geschlossenen ehemaligen Armenfriedhofs St. Anna-Kirchhof errichten lassen. In den Folgejahren wechselte das Hotel mehrfach den Besitzer und wurde laufend modernisiert. So verfügte es in der Wende zum 20. Jahrhundert schon über ein eigenes Dampfkraftwerk zur Stromversorgung und gehörte zu den modernsten seiner Zeit.
Am 15. Mai 1873 starb der Gründer Rumäniens Alexandru Ioan Cuza im Hotel de l’Europe. In Erinnerung daran wurde 2011 ein Denkmal gegenüber dem Hotel errichtet.
1906 erwarb Fritz Gabler, Gründer der später nach ihm benannten Heidelberger Hotelfachschule, das Hotel und baute es nochmals umfangreich aus. Die Zimmer erhielten Privatbäder und wurden über eine zentrale Dampfheizung beheizt. Zudem ließ Fritz Gabler das Hotel um ein Chauffeurhaus mit zwölf Garagen erweitern. Zwischen 1928 und 1929 folgte der Neubau eines Seitenflügels mit 28 Zimmern, Suiten und einem Konferenzraum im Erdgeschoss. Zusätzlich wurde das gegenüber liegende Hotel Viktoria erworben.

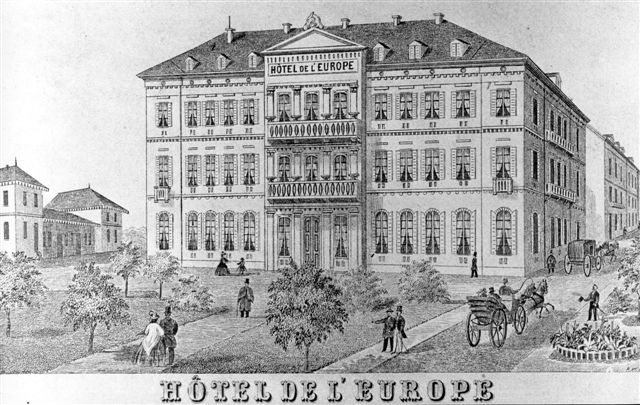
Das Hotel nach seiner Eröffnung

Nach dem Zweiten Weltkrieg mussten die der Familie Gabler gehörenden Hotels Viktoria, Manheimer Hof sowie das Hotel Traube in Darmstadt abgegeben werden. Grund war die Zerstörung im Verlauf des Krieges oder die Beschlagnahme durch Besatzungstruppen. Fritz Gabler starb im August 1953. 1955 wurde der von den Amerikanern beschlagnahmte Heidelberger Hof an seine Frau Luise Gabler zurückgegeben, die ihn nach zweijähriger Renovierung zu Ostern 1957 wiedereröffnete. Anfang der 1960er Jahre kehrte der Enkel Ernst-Friedrich von Kretschmann aus den USA zurück und übernahm 1965 zusammen mit seiner Frau Sylvia die Unternehmensleitung des Hotels.
Luise Gabler starb am 14. Dezember 1981. Mit der Gründung der Hotelbetriebs- und Pachtgesellschaft Der Europäische Hof Hotel Europa Heidelberg GmbH am 20. Dezember 1982 wurde Ernst-Friedrich von Kretschmann alleiniger Geschäftsführer.  Das Hotel verfügt über 91 Einzel- und Doppelzimmer, 20 Suiten und 5 Apartments.
Zum Jahreswechsel 2012/2013 übergab Ernst-Friedrich von Kretschmann nach 47 Jahren als Geschäftsführer die Leitung der operativ tätigen Betriebs- und Pachtgesellschaft an seine Tochter Caroline von Kretschmann.

## Auszeichnungen
Wiederholt wurde das Hotel Europäischer Hof zu den besten Hotels Deutschlands gezählt und schnitt in der Kategorie „Hotel des Jahres in historischer Architektur“ als Sieger ab. Es gehört zu den 80 vom Guide Michelin mit einem Key ausgezeichneten Hotels in Deutschland. Für den Schlemmer Atlas gilt der Europäische Hof seit seiner Eröffnung im Jahre 1865 als das beste Hotel in der Metropolregion Rhein-Neckar. Die Geschäftsführende Gesellschafterin des Hotels Caroline von Kretschmann wurde 2022 als „Hotelier des Jahres“ ausgezeichnet.